# Violet Gibson
Pour les articles homonymes, voir Gibson.

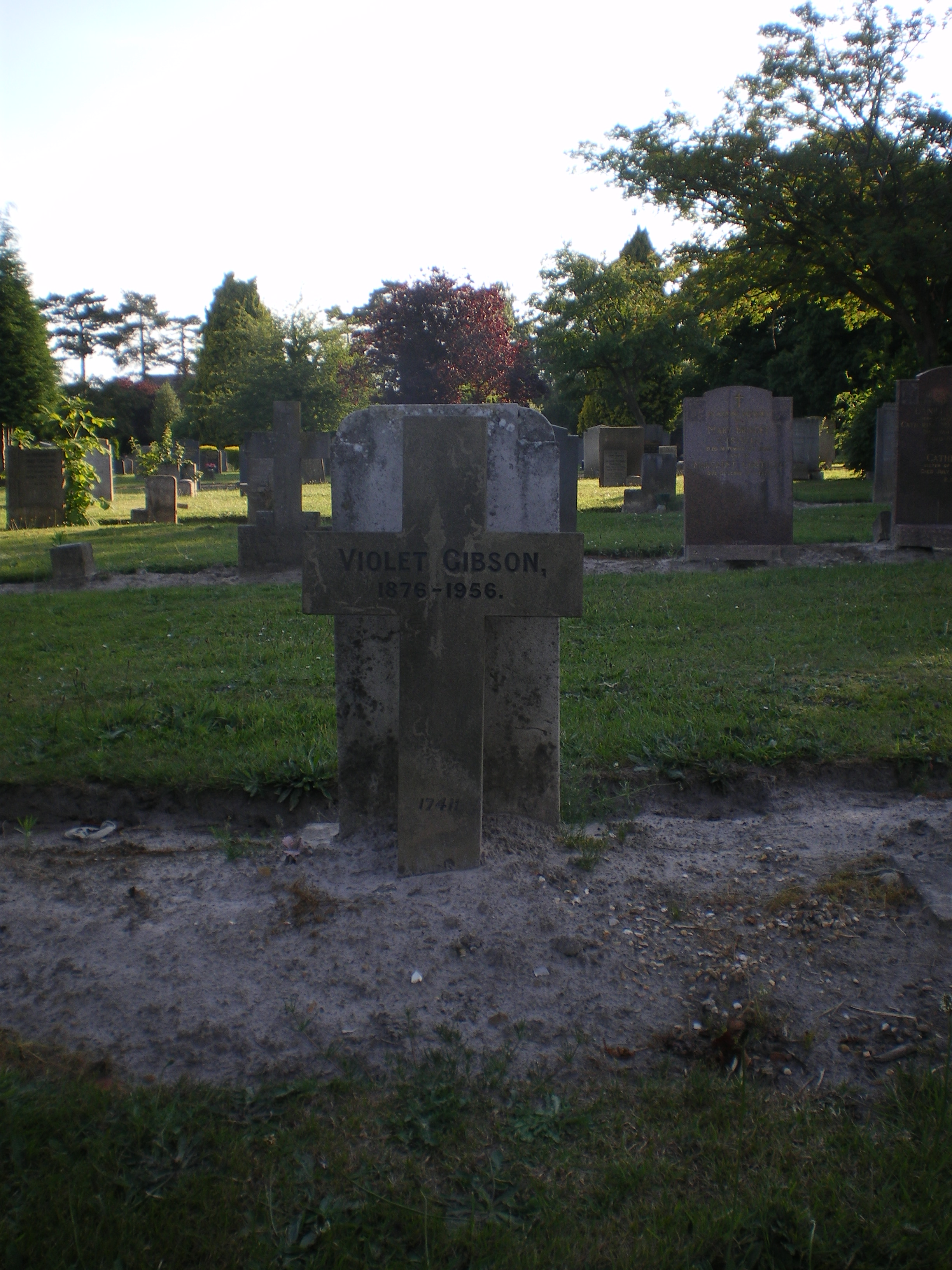
La tombe de Violet Gibson, dans le cimetière de Northampton.

Violet Albina Gibson, née en 1876 à Dublin et morte le 2 mai 1956 à Northampton est une Irlandaise ayant entrepris une tentative d'assassinat contre le président du Conseil italien Benito Mussolini, en 1926.

## Biographie
Elle est la fille de Edward Gibson, 1er baron Ashbourne, lord chancelier d'Irlande.
Le 7 avril 1926, elle attente à la vie de Benito Mussolini à Rome alors qu'il parlait au Capitole. Mussolini fut effleuré par le coup de pistolet, qui l'égratigna au nez, et il fut rapidement soigné.
Violet Gibson, soustraite avec peine au lynchage, fut conduite au commissariat ; interrogée, elle ne révéla pas les raisons de l'attentat. On a parfois supposé que la femme, alors âgée de cinquante ans, n'était pas en possession de ses moyens au moment des faits et aussi qu'elle avait pu être incitée au passage à l'acte par un tiers non identifié. Quoi qu'il en soit, Violet Gibson fut expulsée d'Italie et envoyée en Angleterre, et resta pendant trente ans dans un hôpital psychiatrique, où elle mourut.
Le lendemain de l'attentat, Mussolini entreprit un voyage en Libye, et il apparut à Tripoli avec un pansement des plus visibles sur le nez.